# Frederik Duym
Frederik Duym of Duim (Amsterdam, 1674 - ca. 1751/54) was een Noord-Nederlandse toneelspeler en schrijver.
In zijn eerste stuk De gemartelde deugd binnen Thorn (1728), pleit hij voor godsdienstvrijheid.
Andere werken zijn:
- De vlugt van Huig de Groot (1742)
- Menalippe (1743)
- De Siciliaansche vespers (1743)
- De broedermoord der De Witten (1745)
- Het leven verwekt in den doode (1745), een bewerking naar een novelle van Boccaccio
- Alexander en Artemize (1751)

Hij schreef verder vreugdezangen en herdenkingsgedichten.